# Kúmisz
Kúmisz (arab és perzsa írással قومس) történelmi régió a mai Irán északi részén, az Alborz hegység keleti vonulatai és a Dast-e Kavir sivataga között. Területe nagyjából a mai Szemnán tartománnyal esik egybe. A Hudzajfa ibn al-Jamán vezette muszlim arabok röviddel a 642-ben vívott, győzedelmes nihávandi csatát követően harc nélkül hódoltatták, Rajj városának bevételét követően.

## Leírása
Kúmisz az Alborz nehezen átjárható, magas hegyvonulatai és a sivatag közti termékeny sávban helyezkedett el; nyugaton Dzsibál tartomány, észak felől Tabarisztán és Dzsurdzsán, keleten pedig a szűk értelemben vett Horászán határolta. Ebben a térségben húzódott az iszlám világ központi területeit a keleti határvidékkel összekötő horászáni útnak a dzsibáli Rajjtól a horászáni Nisápurig tartó szakasza. A tartomány fontosabb települései az út mentén sorakoztak.
Kúmisz központja az erős falakkal és kapukkal védett Dámgán volt, amely körül csekély vízellátása miatt csak korlátozott növénytermesztés folyhatott, és már a középkorban elvesztette korábbi fényének nagy részét. A rendkívüli szelességéről ismert város környékén aranybánya működött, és a tőle északra lévő hegyekben állt az aszaszinok egyik híres vára, Girdkúh. Kúmisz második legfontosabb települése Basztám (régi nevén Bisztám) volt, a tartomány keleti végében: Dámgánnal ellentétben termékeny földje volt, ráadásul egy 9. századi szúfi szent, Bájazid Basztámi (Abu Jazíd al-Bisztámi) sírja miatt korán zarándokok kedvelt úticéljává vált. Ettől délkeletre, a sivatag peremén feküdt a középkorban csak Bijár (kutak) néven ismert Biárdzsomand, amely virágzó mezőgazdaságú település volt, és egy erős várral is rendelkezett.
Dámgántól délnyugatra fekszik a mai tartományi központ, Szemnán (korabeli neve Szamnán vagy Szimnán volt). Termékeny vidéken feküdt, legismertebb terménye a pisztácia volt. A legnyugatibb város Huvár volt (a mai Garmszár környékén), egy kicsiny, ámde népes város, amely hűs éghajlata ellenére kiváló mezőgazdasági adottságokkal rendelkezett, különösen gyapot- és gabonatermelése volt jelentős.